# 福全鄉

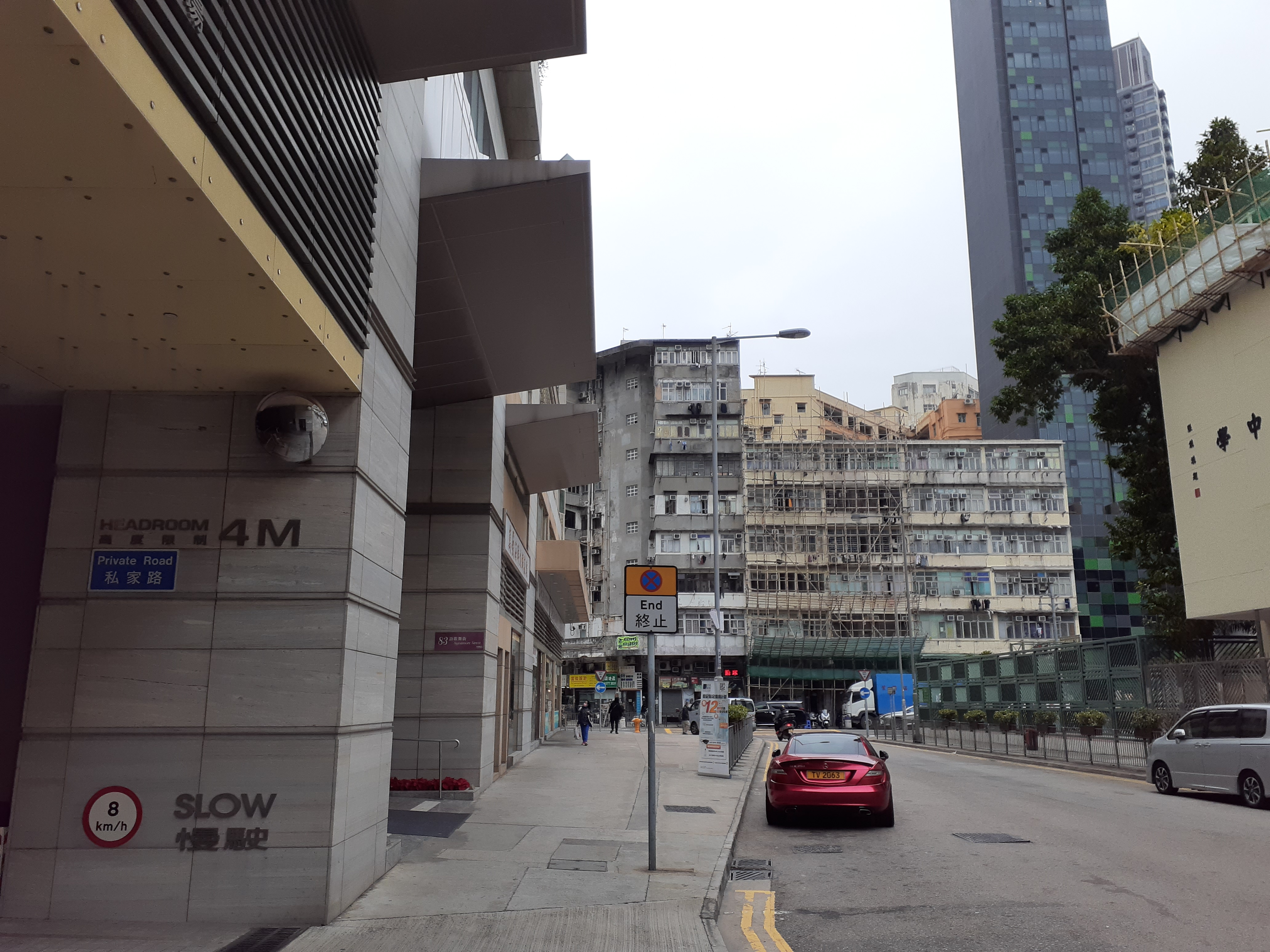
福全鄉已發展成詩歌舞街一帶

福全鄉是位於香港九龍的一個已清拆社區，位於大角咀和深水埗之間，即現今詩歌舞街一帶。大角咀現有一條福全街因該地而得名。

## 歷史
1860年，清政府與英國簽訂《北京條約》，將九龍半島南部一大半割讓給英國，深水埗自此一分為二，其南部一小部份被劃入英界。在20世紀都市化發展前，深水埗是一個墟市，位於現時南昌街和醫局街交界一帶。1892年，政府轅門報公佈將英界以南的部份於正式改名為福全鄉。
福全鄉北面是中英關口、深水埗墟市，南面是一排船廠及大同船塢，東面原有一座高約44米的大角咀山，早已闢作石礦場。福全鄉有三條橫街、四條直街，包括福全鄉大街、界限街、牛莊街（1909年前原稱上街）、重慶街（1909年前原稱海傍街）、福洲街（1909年前原稱差館街）、電報局街等。
1898年，英國與清政府簽訂《展拓香港界址專條》租借新界，取得界限街以北至深圳河的土地，深水埗自此併入香港管治。
1911年，福全鄉有華人人口861人。1920年代初，政府將大角咀山移平，後來發展成一片木屋區。因應大角咀發展，原為於福全鄉南面的洪聖廟於1930年遷往大角咀新闢的福全街上。 
1950年代中，福全鄉清拆，發展成界限街、大角咀道和通州街之間的樓宇。1964年，福全鄉木屋區最後一部份被清拆，地皮後來發展成福群大廈。

## 外部連結
维基共享资源上的相關多媒體資源：福全鄉